# لورينز يغر
لورينز يغر (بالألمانية: Lorenz Jäger)‏ هو صحفي ألماني، ولد في 6 يونيو 1951 في باد هومبورغ في ألمانيا.